# 原色
原色（primary color）是不能透過其他顏色的混合調配而得出的「基本色」；将不同比例的原色混合，可生成色域内其他任何颜色。
以數學的向量空間來解釋色彩系統，則原色在空間內可作為一組基底向量，並且能組合出一個「色彩空間」。由于人类肉眼有三种不同颜色的感光体，因此所見的色彩空間通常可以由三種基本色所表达，这三种颜色被稱為「三原色」。一般來說疊加型的三原色是紅色、綠色、蓝色（又称三基色，用于电视机、投影仪等显示设备）；而消減型的三原色是、黃色、青色（用于书本、杂志等的印刷）。

## 基礎概念

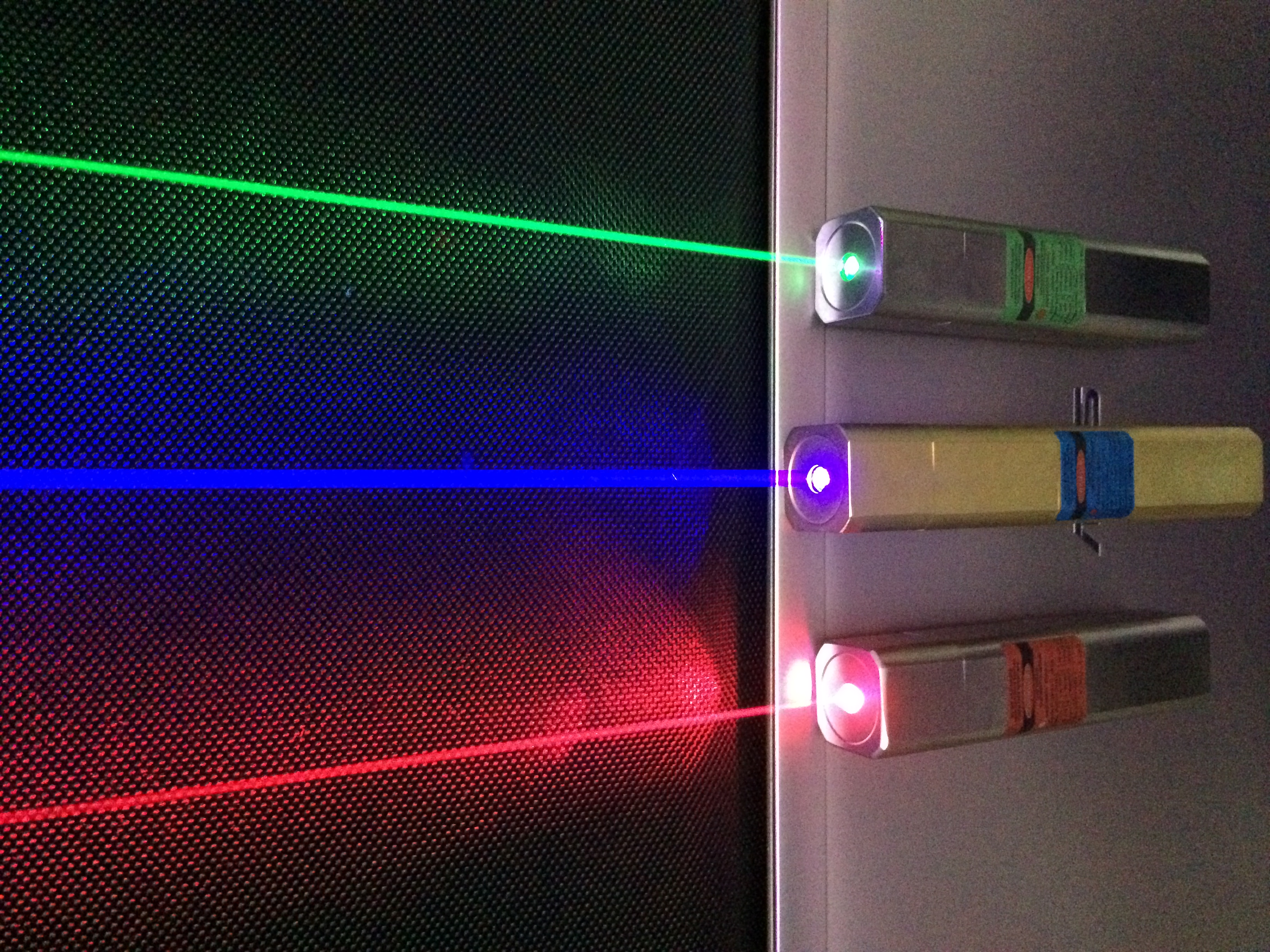
RGB 激光

「原色」並非是一種物理概念，而是一種生物學的概念，是基於人的肉眼對於光線的生理作用。人的眼睛内有几种辨别颜色的錐狀細胞，分别对黄绿色、绿色和蓝紫色（564、534和420纳米波長）的光最敏感。人類以及其他具有這三種感光受體的生物稱為「三色感光體生物」。雖然眼球中的椎狀細胞並非對紅、綠、藍三色的感受度最強，但是由肉眼的椎狀細胞所能感受的光的頻寬很大，红、绿、蓝也能夠獨立刺激這三種顏色的受光體，因此這三色被視為原色。
有些物種的眼球具有四種不同的「感光體」，例如許多鳥類及有袋動物都屬於這類生物，甚至於有人提出部分女性人類的眼球也具有第四種感光體，除了紅綠藍之外還多了黃色。另外，虾蛄甚至有十二原色的感光系统。另一方面，大多數的哺乳動物都是屬於「雙色感光體生物」，牠們的眼球只有兩種感光體。
「原色」的指定並沒有唯一的選法，因為就理論上而言，凡是彼此之間無法替代的顏色都可以被選為「原色」，只是目前普遍認定「光的三原色」為紅綠藍。最著名的例子就是在1907年法國魯米爾兄弟所發明的天然彩色相片技術（Autochrome）進入量產時，他們所選定的三原色其實是橙色（Orange）、綠色（Green）、紫色。（Violet）

## 原色的加減性質
原色以不同比例混合時，會產生其他顏色。在不同的色彩空間系統中，有不同的原色組合。可以分為「疊加型」和「消減型」兩種系統。

### 疊加型原色

色光加色混合法

一般來說以光源投射時所使用的色彩是屬於「疊加型」的原色系統，此系統中包含了紅、綠、藍三種原色，亦稱為「三原色」。使用這三種原色可以產生其他顏色，例如紅色與綠色混合可以產生黃色或橙色，綠色與藍色混合可以產生青色（Cyan），藍色與紅色混合可以產生紫色或品紅色（Magenta）。當這三種原色以等比例疊加在一起時，會變成灰色；若將此三原色的强度均調至最大並且等量重疊時，則會呈現白色。
這套原色系統常被稱為「RGB色彩空間」，亦即由紅（R）綠（G）藍（B）所組合出的色彩系統。

### 消減型原色

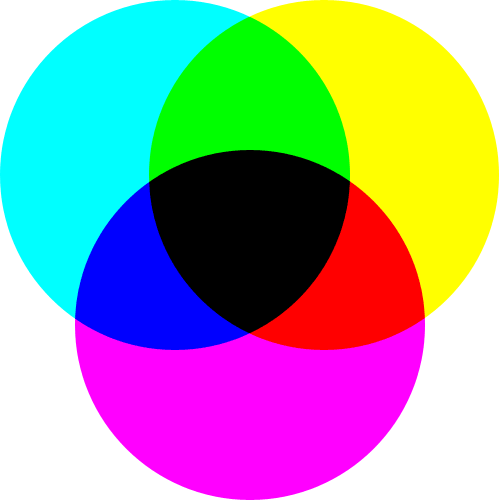
顏料減色混合法

消減型原色又称为减色原色。一般來說以反射光源或顏料著色時所使用的色彩是屬於「消減型」的原色系統，此系統中包含了青色（Cyan）、紫色或品紅色（Magenta）、黃色(Yellow)三種原色，是另一套「三原色」系統。在傳統的顏料著色技術上，通常紅、黃、藍會被視為原色顏料，这种系统较受艺术家的欢迎。（现代的美术书已不采用这种说法，而采用消減型的三原色。）當這三種原色混合時可以產生其他顏色，例如黃色與青色混合可以產生綠色，黃色與品紅色混合可以產生紅色，品紅色與青色混合可以產生藍色。當這三種原色以等比例疊加在一起時，會變成灰色；若將此三原色的飽和度均調至最大並且等量混合時，理論上會呈現黑色，但實際上由于颜料的原因呈現的是濁褐色。
正因如此，在印刷技術上，人們採用了第四種「原色」——黑色，以彌補三原色之不足。這套原色系統常被稱為「CMYK色彩空間」，亦即由青（C）品紅（M）黃（Y）以及黑（K）所組合出的色彩系統。
在消減型系統中，在某顏色中加入白色並不會改變其色相，僅僅減少該色的飽和度。
顏色及繪畫條目內有更多關於色彩的搭配及應用資訊。

## 心理原色
心理原色為藍色、黃色、紅色、綠色、橙色和紫色這六種心理原色加上黑白兩色，形塑了色彩感知，理論上還能讓人產生不同的心理作用。大腦根據三組色彩和無彩色訊息，處理視網膜上的視覺資訊：紅色與綠色、藍色與橙色、黃色與紫色、白色與黑色。

## 生理原色
生理原色指人眼三種錐狀細胞所看到的色彩。錐狀細胞為脊椎動物視網膜的感光細胞，每種錐狀細胞能辨別一種特定的色彩：一種錐狀細胞吸收紅光，另一錐狀細胞則吸收綠光，第三種錐狀細胞吸收藍靛光。某特定顏色散發、反射、吸收的光會以不同的效力刺激這三種錐狀感光細胞，其反應模式決定了哪種色彩將會為大腦所辨識。

## 外部連結
- 向科學家求教原色
- http://hyperphysics.phy-astr.gsu.edu/hbase/vision/colcon.html#c1 （页面存档备份，存于）
- Handprint.com: 究竟有沒有原色？（页面存档备份，存于）